# روبرت أورزشاوسكي
روبرت أورزشاوسكي (بالبولندية: Robert Orzechowski) مواليد 22 نوفمبر 1989 في غدانسك، هو لاعب كرة يد بولندي يلعب كجناح أيمن. مثل منتخب بولندا لكرة اليد. حقق المركز الثالث في بطولة العالم لكرة اليد للرجال 2015.

## سجل المنافسة
شارك في البطولات التالية:
- بطولة العالم لكرة اليد للرجال 2015
- بطولة أوروبا لكرة اليد للرجال 2012
- بطولة أوروبا لكرة اليد للرجال 2014
- بطولة أوروبا لكرة اليد للرجال 2016

## الميداليات
| الميدالية | المسابقة                           |
| --------- | ---------------------------------- |
| برونزية   | بطولة العالم لكرة اليد للرجال 2015 |

## روابط خارجية
- روبرت أورزشاوسكي على موقع الاتحاد الأوروبي لكرة اليد (الإنجليزية)